# Antonio Christofoletti
Antonio Christofoletti (Rio Claro, 13 de junho de 1936 – Rio Claro, 11 de janeiro de 1999), foi um geógrafo brasileiro.

## Biografia
Antonio nasceu no dia 13 de junho de 1936, em Rio Claro, São Paulo, com ascendência de imigrantes italianos, e desde muito jovem começou a trabalhar ajudando o pai "Seo Pedro" em seu armazém.
No início da década de 50, ingressa no curso de geografia e história da Faculdade de Filosofia, Ciências e Letras de Campinas, atual Pontifícia Universidade Católica de Campinas, iniciando sua dedicação ao estudo da geografia.
Tendo concluído o bacharelado em 1957 e a licenciatura em 1958, o Professor Christofoletti começa a lecionar na PUC e no ensino médio estadual, em virtude de aprovação em concurso público.
Realizou especialização em Geografia Física na Universidade de São Paulo, entre 1963 e 1966, sob orientação do professor Aziz Ab'Saber, escrevendo sobre a fisiografia dos cerrados.. 
Em maio de 1968 obtém o título de doutor defendendo a tese "O Fenômeno Morfogenético no Município de Campinas (SP)" sob orientação do Prof. Dr. João Dias da Silveira na Faculdade de Filosofia, Ciências e Letras de Rio Claro, hoje UNESP – Campus de Rio Claro. Obteve o título de livre docente na mesma instituição em 1971, com a tese “Análise Morfométrica de Bacias Hidrográficas do Planalto de Poços de Caldas (MG)”.
Em 1975, ingressa como professor adjunto da UNESP de Rio Claro, por concurso e, em 1979, também por concurso, torna-se professor titular do Departamento de Geografia e Planejamento daquela universidade.

## Vida literária
O Professor Antonio Christofoletti é autor de oito livros sobre geomorfologia, e é responsável pela elaboração de três livros didáticos para o terceiro grau sobre o assunto.
Publicou 148 artigos em periódicos científicos nacionais e internacionais, 425 resenhas bibliográficas, 11 contribuições em coletâneas, proferiu 82 palestras e conferências, publicou 60 artigos de divulgação e 73 comunicações em congressos..
Em 1958, Christofoletti participou da implantação da revista “Notícia Geomorfológica”, passando a diretor entre 1966 e 1981. Entre 1971 e 1989, participou do “Boletim de Geografia Teorética”, além de ter sido coordenador da Revista Geográfica, de 1976 a 1999.

## Obras principais
- Geomorfologia
- Sistemas de Informação Geográfica: Dicionário Ilustrado (em parceria com Armandio L. de A. Teixeira)
- As características da nova geografia. In Perspectivas da geografia.
- Modelagem de Sistemas Ambientais
- Análise de Sistemas em Geografia
- Geomorfologia Fluvial

## Morte e legado
Faleceu em São Carlos, São Paulo, no dia 11 de janeiro de 1999.
Participou da gestão da biblioteca do Campus da UNESP de Rio Claro, e graças a ele a biblioteca possui um dos mais importantes acervos da América Latina.
Sua coleção de livros foi adquirida pela Universidade Estadual de Campinas e hoje está disponível para consulta pública na biblioteca Conrado Paschoale do Instituto de Geociências, no campus de Campinas.
A Lei n° 11.650, de 13 de janeiro de 2004 dá denominação de "Prof. Antonio Christofoletti" ao viaduto localizado sobre a Rodovia Washington Luiz - SP 310, no km 172,5, no Município de Rio Claro.